# Гаибов, Фаррух Ага
Фаррух-Ага Мамедкерим-Ага-оглы Гаибов (азерб. Fərrux ağa Məmmədkərim ağa oğlu Qayıbov; 2 октября 1891, Ашагы-Салахлы, Елизаветпольская губерния — 12 сентября 1916, Боруны, Виленская губерния) — российский лётчик азербайджанского происхождения, участник Первой мировой войны. Считается первым военным лётчиком-азербайджанцем.

## Биография

### Детство и юность

Юнкер Константиновского артиллерийского училища Гаибов

Мамед Керим Ага, отец Фарруха, в 1870-х годах служил юнкером в 4-м взводе мусульман (азербайджанцев) Лейб-гвардии Кавказского эскадрона Собственного Его Императорского Величества Конвоя. По завершении службы в конвое Высочайшим приказом от 27 июля 1877 года был произведен в прапорщики милиции. В последующие годы Мамед Керим Ага работал начальником суда в Казахском уезде, околоточным надзирателем при полицейском приставе в Джеванширском уезде Елизаветпольской губернии. 30 августа 1894 года за отличную службу Мамед Керим Ага был награждён орденом Святого Станислава 3-й степени.
Фаррух Ага Гаибов родился 2 октября 1891 в селе Гыраг-Салахлы Казахского уезда. Рано потерял отца. Его воспитывал дядя по отцу, видный просветитель и общественный деятель, Самед Ага Гаибов. В родном селе Фаррух окончил пять классов русско-азербайджанской школы, а затем по совету Али-Ага Шихлинского продолжил обучение в Тифлисском кадетском корпусе. Окончив обучение 16 июня 1910 с отличной аттестацией, Гаибов поступил в Константиновское артиллерийское училище. Он отличался точным глазомером, храбростью, умелым ведением орудийной стрельбы. Там Фаррух Ага получил свою первую награду — золотые часы швейцарской фирмы «Павел Буре». Окончив училище по первому разряду, 6 августа 1913 был выпущен подпоручиком во 2-й дивизион 39-й артиллерийской бригады 1-го Кавказского армейского корпуса в урочище Джелаус, где был назначен младшим офицером 4-й батареи.

### Участие в Первой мировой войне
Фаррух Ага Гаибов встретил Первую мировую войну на Кавказском фронте. 31 августа 1915 года был произведен в поручики. 3 февраля 1916 года поручик Гаибов был направлен на Западный фронт и прикомандирован к эскадре воздушных кораблей. 21 мая он был назначен артиллерийским офицером воздушного корабля «Илья Муромец № 16», который был построен И. И. Сикорским в Петербурге на Русско-Балтийском заводе.
Накануне войны Россия располагала самым многочисленным воздушным флотом среди воюющих держав: 244 самолёта в составе 39 авиаотрядов. К началу боевых действий в составе воздушного флота России насчитывался 221 лётчик: 170 офицеров, 35 нижних чинов и 16 вольноопределяющихся.
Начальный период войны выявил плохую организацию в снабжении авиационных отрядов и рот бензином, касторовым маслом, запчастями, палатками и другим авиационным имуществом. Самолёты и моторы быстро выходили из строя в суровых полевых условиях, особенно с наступлением ненастной осенней погоды, когда остро сказались нехватка палаток и переносных ангаров, использование для аэродромов малопригодных площадок. Уже после первых месяцев войны многие авиаотряды пришлось отвести в тыл для снабжения аэропланами новых систем и для переучивания лётчиков на них.
С началом наступления авиация развернула наблюдение за путями отхода и местами сосредоточения неприятельских войск. Гаибов в составе экипажа воздушного корабля «Илья Муромец № 16» неоднократно совершал боевые вылеты и наносил ущерб неприятельским лагерям, складам, сообщениям и станциям.

### Последний вылет
12 сентября 1916 по приказу начальника штаба Главнокомандующего армиями Западного фронта под командованием Генерального штаба полковника Бранта был совершен налёт на тыл противника воздушной эскадрой в составе 2 воздушных кораблей типа «Илья Муромец» и 13 аппаратов. Целью налёта был выбран м. Борун в 12 верстах в тылу расположения противника и ближайший его район, где, по имеющимся сведениям, расположены: штаб 89-й германской дивизии, узел узкоколейной железной дороги с артиллерийскими и интендантскими складами и аэродром.

Подпоручик Гаибов

Эскадра, прорвавшись к Крево сквозь заградительный огонь противника и оттеснив его авиацию, сбросила 78 бомб общим весом до 100 пудов. Из представления полковника Бранта:
В голове шёл 16-й корабль с двумя «Моран-Парсолями» и одним «Вуазеном», затем Киевский корабль, вместе с которым на фронте до 3—4 вёрст перелетело позицию до 6 малых аппаратов; а остальные 5 аппаратов перелетели позиции противника в разновременно на широком фронте от 10 до 15 вёрст к северу и югу от Крево. 16-й корабль, командир поручик Макшеев, помощник командира поручик Рахлин, артиллерийский офицер поручик Гаибов и наблюдатель поручик Карпов, следуя в авангарде эскадры, был у Крево встречен сильным артиллерийским огнём противника и вступил в ожесточенный и неравный бой с превосходящими силами противника, состоящими из 4 хорошо вооружённых и более быстрых аппаратов; оставшись один против четырёх противников, 16-й корабль, отбиваясь, продолжал движение в тыл противника к Борунам.
В последующие минуты неравного боя, под сильным артиллерийским огнём, 16-му кораблю удалось отбить атаку 3 вражеских самолётов, которые снизились, уклонившись от боя, не только с 16-м кораблём, а с остальными силами эскадры, следовавшими сзади. Четвёртый же немецкий самолёт держался над 16-м кораблём и, находясь, видимо, в мёртвом пространстве, обстреливал его с пулемёта. Когда корабль под огнём противника уже достиг Боруны, он, видимо, был повреждён артиллерийским огнём, а быть может часть экипажа была выведена из строя ружейным огнём самолётов противника, и аппарат упал, разбившись при ударе о землю, причём все летчики погибли. Вслед за падением корабля снизился и 4-й германский самолёт.

Мужество и решимость экипажа 16-го корабля дали возможность главным силам эскадры в составе Киевского корабля и 10 малых аппаратов прорваться в расположение противника к Борунам без сопротивления со стороны авиации противника, четыре аппарата коего были выведены из строя. Таким образом, 16-й корабль в решительный момент боя произвёл сильное расстройство в неприятельской авиации, что и повлияло на успех всей операции.

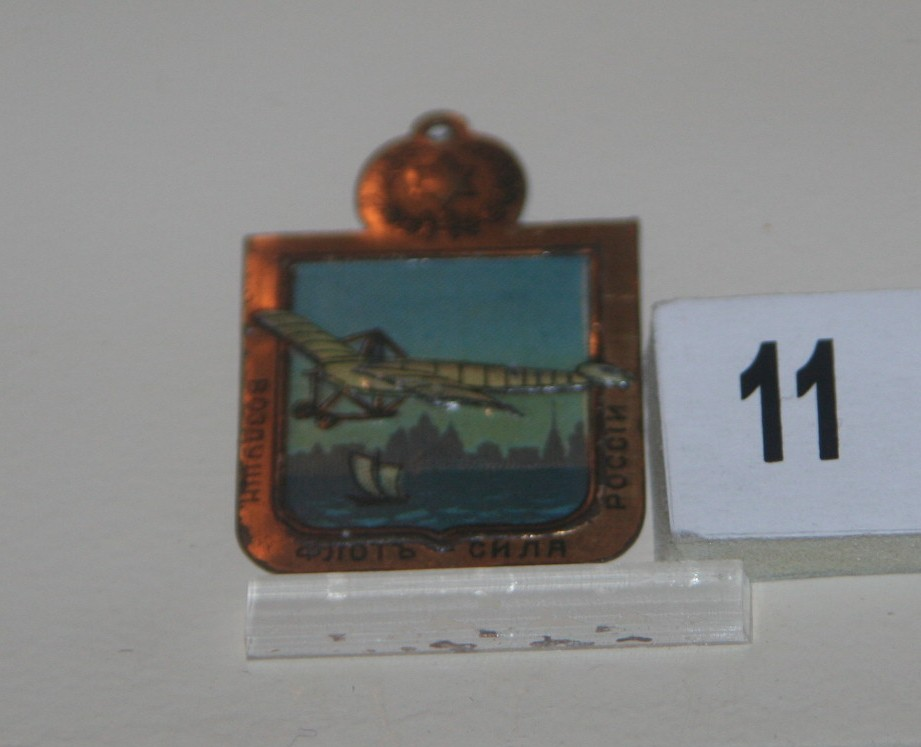
Значок военной авиации, принадлежавший Фаррух Ага Гаибову. Музей истории Азербайджана, Баку

18 сентября 1916 газета «Петроградские известия» писала: «Из штаба Верховного главнокомандования сообщают, что на Западном фронте наш аэроплан в районе Боруны-Крево вторгся в тыл вражеских войск. Точными бомбовыми ударами были взорваны различные пункты, вызваны пожары на вражеском складе. Кроме того, разбомблены транспортные средства, железнодорожные станции, автомобили. Во время полета поручик Фаррух Ага Гаибов со своим составом вступил в схватку с силами противника и сбил четыре германских аэроплана. После того, как они подожгли и два аэроплана „Альбатросов“, они упали на вражескую территорию и погибли».
Согласно принятой среди летчиков традиции, из немецкого аэроплана была сброшена записка, в которой сообщалось, что немцы похоронили экипаж самолёта с воинскими почестями.
Недавно могила экипажа сбитого самолёта была обнаружена на восстановленном уже в наше время немецком кладбище у деревни Боруны. Судя по всему, российские авиаторы были перезахоронены на этом кладбище в 1930-х годах, когда польские власти при участии германской стороны проводили упорядочение немецких военных погребений. На могильном кресте написано по-польски: «4 NIEZNANYCH ROS.LOTN.25.16», что в переводе означает «4 неизвестных русских летчика захоронены 25.16». Дата по европейскому календарю. Месяц погребения в надписи отсутствует, но его нет и на некоторых других крестах этого кладбища. Там покоятся герои-авиаторы:
 — поручик Макшеев Дмитрий Дмитриевич
 — поручик Рахлин Митрофан Алексеевич
 — поручик Гаибов Фаррух
 — поручик Карпов Олег Сергеевич

## Награды

Документ о подвиге Гаибова, подписанный генерал-майором Шидловским

В 1916 году награждён орденом Святого Станислава 2-й степени с мечами.
8 ноября 1915 Фаррух Ага Гаибов был удостоен ордена Святого Станислава 3-й степени c мечами и бантом, а 14 декабря — Ордена Святой Анны 4-й степени с надписью «За храбрость». 26 января 1917 года ратные свершения Ф. Гаибова отмечаются орденом Святой Анны 2-й степени c мечами (посмертно), 14 марта было утверждено награждение орденом Святой Анны 3-й степени с мечами и бантом (посмертно), а приказом по армии и флоту о чинах военных по удостоению Петроградской Георгиевской Думы от 25 марта 39-й артиллерийской бригады поручик, погибший в воздушном бою с неприятелем, Фаррух Ага Гаибов посмертно был пожалован орденом Святого Георгия 4-й степени. 

В наградном представлении сказано:
За то, что 12 сентября 1916 г, состоя артиллерийским офицером воздушного корабля «Илья Муромец № 16», следуя с кораблём в авангарде воздушной эскадры из 2 воздушных кораблей и 13 малых аппаратов, совершившей налёт на м. Боруны, прорвался сквозь заградительный артиллерийский огонь противника, вступил в ожесточённый бой с 4 германскими самолётами, принудил 3 из них снизиться и проникнул в тыл противника на 12 верст, достигнув Борун, погиб с кораблём от артиллерийского огня, дав возможность главным силам эскадры достигнуть цели и нанести неприятелю явный вред.

## Память о герое
Самые первые записи о Гаибове принадлежат перу Алиага Шихлинского. Они датированы 1942 годом. Шихлинский пишет:
В Мировую войну 1914—1918 г. первым военным лётчиком-азербайджанцем был Фаррух Гаибов — родной брат Мамеда Ага Гаибова. Фаррух Гаибов поступил в отряд крупных самолётов и вошёл в состав экипажа «Илья Муромец № 16». На этом аппарате он служил артиллерийским офицером. На нём лежали обязанности бомбометания, стрельбы из пулемёта, фотографирование с воздуха позиций противника. В первый же свой вылет Фаррух Ага Гаибов разрушил очень важный в стратегическом отношении мост через Неман и этим сильно задержал перевозку немецких войск и различных грузов. Немцы караулили «Илью Муромца № 16» и не раз бросали с самолёта записки с угрозой, что они сделают налёт на город Минск, где был расположен фронтовой аэродром. Они налетали несколько раз, но каждый раз их отгоняли тогдашними примитивными зенитными батареями. 12 сентября 1916 года группа наших самолётов совершила налёт на ближайшие тылы немецких позиций на Виленском направлении. В этой операции участвовали 12 аппаратов и «Илья Муромец № 16». Они завязали воздушный бой с вылетевшими навстречу немецкими самолётами. Немцы, заметив своего опасного врага, ворвались в строй наших самолётов и отделили «Илью Муромца № 16». Целый час доблестный экипаж «Ильи Муромца № 16» выдерживал неравный бой с 4 немецкими самолётами. Как выяснилось в дальнейшем, пулемёт Фаррух Ага Гаибова нанёс немцам значительные потери. Наконец, одному из «Альбатросов» удалось вызвать пожар на «Илье Муромце № 16», и он, объятый пламенем, упал вниз. Весь его экипаж сгорел.

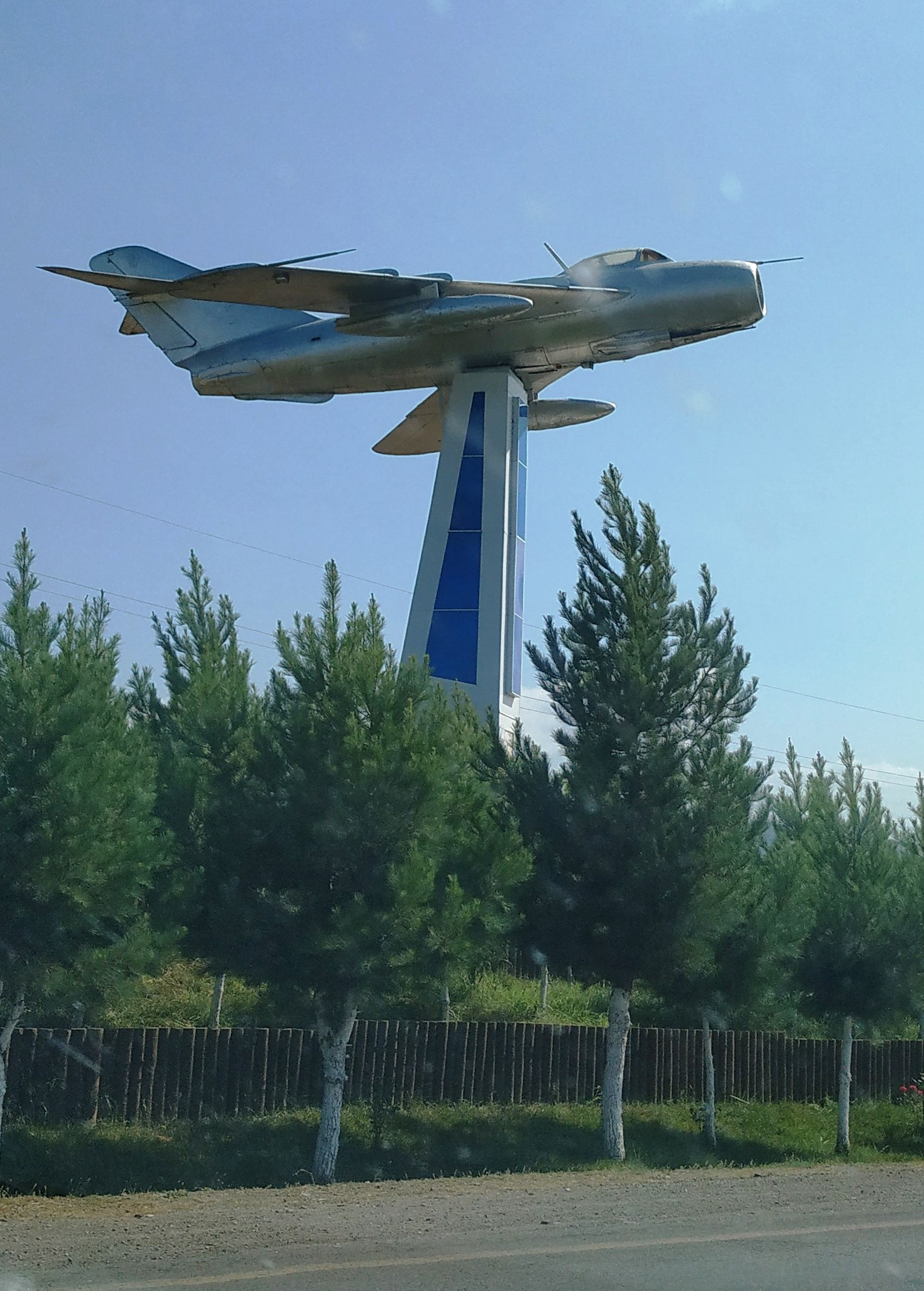
Монумент в память о поручике Фаррух Ага Гаибове в городе Газах, установленный Маршалом авиации Павлом Кутаховым

Народный поэт, земляк героя Самед Вургун посвятил Гаибову следующие строки:
Во имя народа он пал, как герой,

Достойная жизнь оборвалась нежданно.

Но нет, он не умер, наш воин родной,

И жить ему вечно в воспоминаниях,

И в чистых сердцах и высоких мечтаньях

Наподобие сказанья, наподобие дастана…
В 1971 году Главный маршал авиации Павел Кутахов был избран депутатом Верховного Совета СССР от Казахского-Таузского избирательного округа. После архивной проверки и уточнений Павел Кутахов прислал на родину героя для установки в качестве памятника истребитель МиГ-15, с мемориальной табличкой: «Памяти первого азербайджанского лётчика Фаррух-аги Гаибова». Позже табличка была изменена на «Памяти павших в Великой Отечественной войне».
В 2009 году в Борунах Ошмянского района Гродненской области Беларуси был установлен памятник экипажу бомбардировщика «Илья Муромец», в том числе Фарруху Гаибову, погибшему при возвращении с боевого задания в 1916 году.

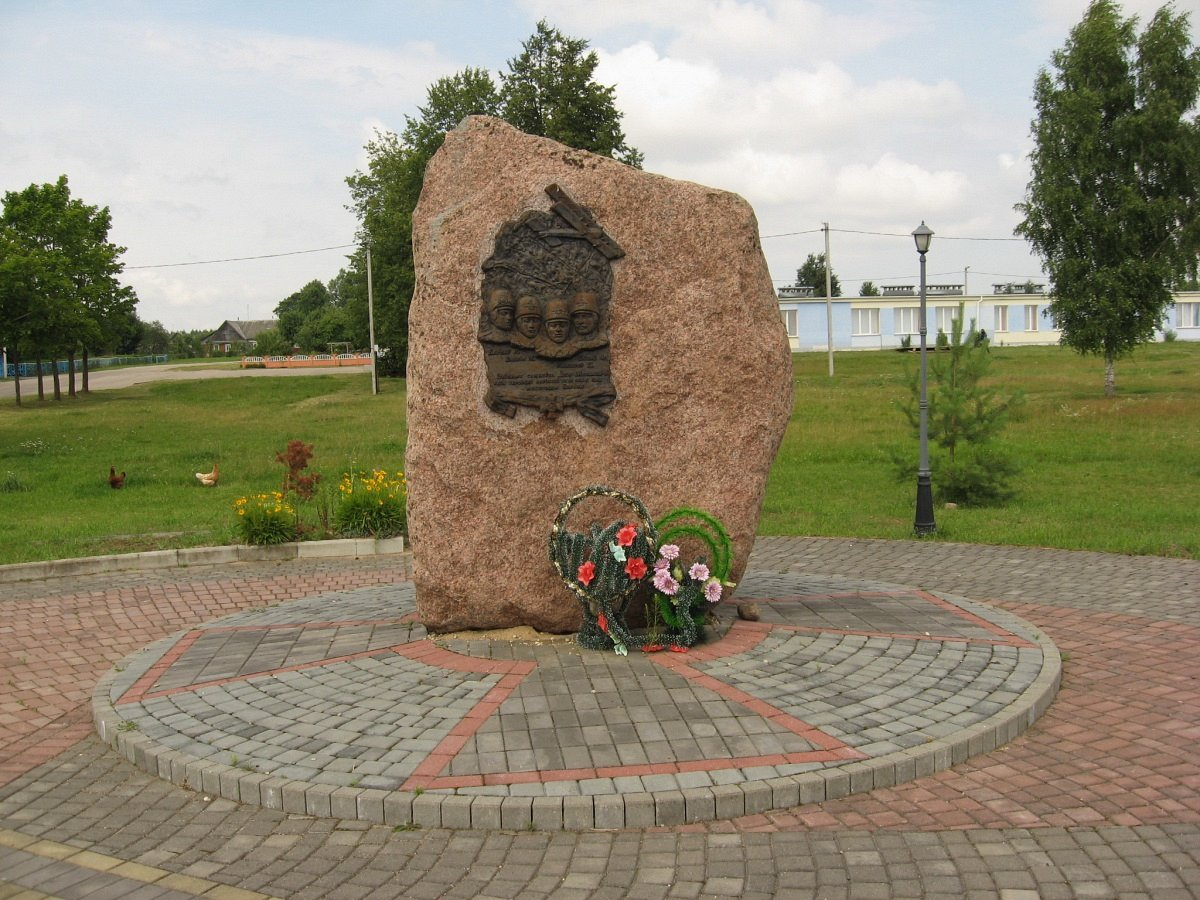
Памятник экипажу самолёта «Илья Муромец-16» в Борунах

В 2021 году в Борунах Ошмянского района Гродненской области Беларуси открыт памятник-бюст Герою Фарруху Гаибову.

## Комментарии
1. ↑  Ныне — Боруны, Ошмянский район, Гродненская область.